# Avena barbata
Avena barbata és una espècie de la civada silvestre. Té llavors comestibles. És una herba autotetraploide diploiditzada. És originària de l'Àsia central i la conca mediterrània. A Amèrica del Nord es considera una espècie introduïda i una mala herba nociva. Està molt estesa a Califòrnia, on s'ha desplaçat a les espècies natives d'herba. Aquesta és una planta anual d'hivern amb tiges primes (tiges) que creixen fins a 60 a 80 centímetres d'alçada màxima, però de vegades créixent més amunt. Les espiguetes eriçades són de 2 a 3 centímetres de llarg, sense comptar l'aresta inclinada que mesura fins a 4 centímetres de longitud. Avena barbata es reprodueix en gran manera per autofecundació en les poblacions naturals, amb molt baixes taxes de fecundació creuada.